# Paid (film, 2006)
Pour les articles homonymes, voir Paid.
Pour plus de détails, voir Fiche technique et Distribution.
Paid est un film néerlandais réalisé par Laurence Lamers, sorti en 2006.

## Synopsis
À Amsterdam, Michel Angelo, un tueur à gages, et Paula, une ancienne prostituée, voient leurs destins se croiser alors qu'un enfant bolivien croise leur route.

## Fiche technique
- Titre : Paid
- Réalisation et scénario : Laurence Lamers
- Décors : Dimitri Merkoulov
- Costume : Colombine Sarrailhé
- Image : Tom Erisman
- Montage : Martyn Gould
- Musique : Jaques Morelenbaum (Paula Morelenbaum chante Bésame mucho)
- Art-Direction : Dimitri Merkoulov
- Production : Silvester Slavenburg
- Distribution : NonStop Sales
- Budget : 1 500 000 euros
- Pays de production : Pays-Bas
- Langue originale : anglais
- Genre : Néo-noir[1]
- Durée : 91 minutes
- Première : 25 septembre 2006 au théâtre Tuschinksi d'Amsterdam (Pays-Bas).

## Distribution
- Anne Charrier
- Murilo Benício
- Tom Conti
- Guy Marchand
- Fendi van Brederode
- Corbin Bernsen
- Tygo Gernandt
- Hajo Bruins
- Beppe Clerici
- Helmert Woudenberg
- Manouk van der Meulen
- Marie-France Pisier
- Ana Lúcia Torre

## Festivals
- Festival de Hollande à Utrecht
- Mostra de São Paulo
- Filmfest de Brunswick
- Dereel Festival de Melbourne
- The New Orleans Film Festival
- The Exground Film Festival of Wiesbaden